# 官渡镇 (湛江市)
官渡镇，是中华人民共和国广东省湛江市坡头区下辖的一个乡镇级行政单位。

## 行政区划
官渡镇下辖以下地区：
官渡社区、麻俸村、碑头村、黄桐村、新村、岭尾村、大垌村、大龙村、高岭村、山咀村、东岸村、高山村和三角村。